# Падуконе, Дипика
Ди́пика Падуко́не (конкани ದೀಪಿಕಾ ಪಡುಕೋಣೆ; род. 5 января 1986, Копенгаген, Дания) — индийская и американская актриса, модель, продюсер, филантроп и бизнесвумен. Известна в Индии как «Королева Болливуда».
Актёрский дебют Падуконе состоялся в 2006 году в фильме на языке каннада Aishwarya. В следующем году состоялся её дебют в кино на хинди в картине «Ом Шанти Ом». Актриса — трёхкратный лауреат Filmfare Award за лучшую женскую роль. 

## Биография
Падуконе родилась в Копенгагене, Дания, в католической семье из Мангалура. Родной язык Дипики — конкани. Её отец, Пракаш Падуконе, бывший игрок в бадминтон мирового уровня, а мать — турагент. Когда ей было одиннадцать месяцев, её семья переехала в Бангалор, Карнатака, Индия. У Дипики есть младшая сестра, Аниша, родившаяся 2 февраля 1991 года.
Падуконе училась в средней школе «София» в Бангалоре, а затем в колледже Mount Carmel. Ещё учась в школе, она играла в бадминтон, как её отец и дед. Тем не менее, карьера игрока в бадминтон её не привлекала.
В 2005 она поступила в Национальный открытый университет Индиры Ганди, чтобы получить степень бакалавр искусств в области социологии. Впоследствии, из-за плотного рабочего графика она перешла на дистанционное обучение.

## Карьера

### Карьера модели (до 2006)
Ещё учась в колледже, Падуконе начала карьеру в модельном бизнесе. Она была замечена на конкурсе в Национальной юридической школе в Бангалоре, и, вскоре, дебютировала на подиуме на Неделе моды Лакме в 2005 году. На протяжении многих лет, она участвовала в фотосессиях для различных индийских брендов, как Liril, Dabur Lal, Close-Up и Limca, и была «послом бренда» на ювелирной выставке «Сокровища Индии». Косметическая компания «Maybelline» сделала её своим международным представителем.
На пятой ежегодной церемонии награждения Kingfisher Дипика была удостоена звания «Модель года». Вскоре после этого, она была выбрана в качестве одной из моделей для календаря Kingfisher Swimsuit на 2006 год и выиграл два приза Idea Zee Fashion Awards: «Женщина — Модель года» и «Новое лицо года». Падуконе была также выбрана в качестве посла бренда Levi Strauss. Кроме того, она появилась в музыкальном клипе Химеша Решамии на песню «Naam Hai Tera».

### Дебют в кино (2006—2009)

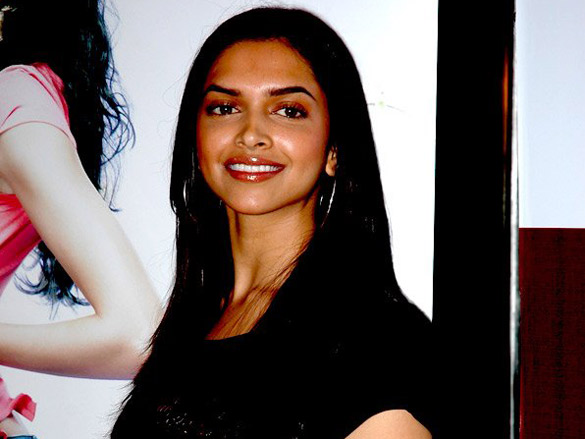
на пресс-конференции Levis Strauss Signature

Падуконе впервые появилась на большом экране в романтической комедии Aishwarya на языке каннада в 2006 году, где она сыграла вместе с популярным в штате Карнатака актёром Упендрой. Фильм имел большой успех в прокате. Её дебют в Болливуде в 2007 году в блокбастере «Ом Шанти Ом» был ещё более успешным. Сюжет фильма был завязан на популярной в Индии теме реинкарнации, и Дипика сыграла две роли: известную актрису и девушку, похожую на неё. Её работа была хорошо принята и принесла ей Filmfare Award за лучшую дебютную женскую роль, а также её первую номинацию Filmfare Award за лучшую женскую роль.
Затем последовала роль современной индийской девушки Гаятри в романтической комедии Сиддхартха Ананда «Берегитесь, красавицы». Фильм был довольно успешным в прокате, но её выступление подверглось критике. В 2009 году вышел комедийный боевик «С Чандни Чоука в Китай», в котором снова она сыграла двойную роль. Фильм не получил успеха ни у публики, ни у критиков, и отзывы об игре Дипики были в основном негативные.
Однако следующий фильм Падуконе, романтическая драма «Любовь вчера и сегодня» оказался одним из главных хитов 2009 года. Её героиня — Мира Пандит, упрямая карьеристка, вызвала неоднозначную реакцию критиков. Несмотря на это, она получила свою вторую номинацию Filmfare Award за лучшую женскую роль.

### Первый успех (2010—2011)
В 2010 году Падуконе снялась в пяти фильмах, первым из которых стал психологический триллер «Картик звонит Картику», где она сыграла роль Сонали Мукерджи, пытающейся помочь парню с шизофренией, роль которого исполнил Фархан Ахтар. На этот раз многие критики оценили её исполнение. Однако фильм получил смешанные отзывы. Затем она снялась в комедии режиссёра Саджида Хана «Полный дом», где сыграла роль Сэнди, подруги, а затем невесты Акшая Кумара. Несмотря на в большей степени отрицательные оценки от критиков, фильм стал одним из основных кассовых успехов года.
Затем она появилась в её втором фильме производства Yash Raj Film «Бей и Лети» режиссёра Прадипа Саркара. Она снялась вместе с Нилом Нитин Мукешем, в роли Пинки Палкару, слепой девушки, полной решимости принять участие в соревнованиях по фигурному катанию. Фильм получил смешанные отзывы критиков и умеренный успех в прокате. Следующей в её карьере была мелодрама «После расставания» от режиссёра Даниша Аслама. Фильм не имел успеха в прокате и у критиков, однако Падуконе получила благоприятные отзывы. Её последний в 2010 году фильм «Победить или умереть» с Абхишек Баччаном провалился в прокате.
2011 год для Дипики начался с фильма режиссёра Рохан Сиппи «Порочный круг» с Абхишеком Баччаном и Бипашей Басу. Она была задействована в музыкальном номере на песню «Dum Maaro Dum», ремиксе одноимённой песни из фильма «Брат и сестра» с Зинат Аман. Песня, хотя и стала хитом, получила смешанные отзывы за непристойный текст и танцевальные движения. Затем, Падуконе снялась в драме «Бронирование» вместе с Амитабхом Баччаном, и Саиф Али Кханом. Фильм, хоть и имел широкую огласку, но провалился в прокате и получил смешанные отзывы.

### Съёмки «Коктейля» (2012—2014)

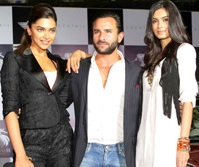
Дипика, Саиф Али Кхан, Диана Пенти на вечеринки по случаю выхода фильма « Коктейль»

В 2012 году Дипика снялась в фильме «Коктейль» вместе с Саифом Али Ханом и дебютанткой Дианой Пенти. Данный фильм ознаменовал важный поворотный момент в её карьере. Картина принесла ей несколько престижных наград, а сама стала хитом проката.
В 2013 году Дипика снялась вместе с Саиф Али Ханом в четвёртый раз (наряду с Джоном Абрахамом, Жаклин Фернандес, Амишей Патель и Анилом Капуром) в фильме «Гонка 2». Хотя он получил преимущественно негативные отзывы от критиков, но собрав в прокате 1,62 млрд рупий (25 миллионов долларов), оказался коммерчески успешным.
Следующим фильмом Дипики стала романтическая комедия «Эта сумасшедшая молодежь» в паре с Ранбиром Капуром. Фильм имел большой успех по всему миру. Затем она снялась в комедии «Ченнайский экспресс» с Шахрукх Кханом, продержавшей титул самого кассового фильма Индии четыре месяца.
Актриса также снялась вместе с Ранвиром Сингхом в драме «Рам и Лила» Санджая Лилы Бхансали, являющейся адаптацией шекспировской трагедии «Ромео и Джульетта», где она сыграла роль гуджаратской девушки Лилы, основанной на персонаже Джульетты. Фильм заработал 2,02 млрд рупий ($31 млн) по всему миру, что сделало его её четвёртым кассовым хитом подряд в 2013 году. За роли в фильмах «Ченнайский Экспресс» и «Рам и Лила» она выиграла несколько наград, в том числе Filmfare Award за лучшую женскую роль.
В 2014 году Дипика вместе с актёром Раджникантом приняла участие в создании тамильской картины «Легенда», которая была снята с помощью технологии захвата движения и собрала в прокате 30 млн рупий ($470 тыс.) за два дня. Однако от Дипики её персонажу досталась только внешность, озвучила его другая актриса. Следующей работой актрисы стал «В поисках Фанни», с участием Арджуна Капура, Димпл Кападия и Панкаджа Капура. Позднее в том же году она в третий раз снялась с Шахрух Ханом в фильме с «С Новым годом!», исполнив роль танцовщицы, которая тренирует героев для участия в танцевальном конкурсе. Фильм стал одним из её самых успешных проектов, заработав более 3,4 млрд рупий ($53 млн) по всему миру.

### «Пику» и после (2015—2018)
В 2015 году Дипика снялась в фильме «Пику» с Амитабх Баччаном. Отзывы о фильме были положительными, в прокате фильм заработал 1,4 млрд рупий, став кассовым хитом, а Дипике принёс её вторую Filmfare Award за лучшую женскую роль.
Позднее в том же году актриса исполнила роль девушки-бизнесмена, которая помогает персонажу Ранбир Капур найти себя в романтической драме Имтиаза Али «Спектакль». Несмотря на плохие финансовые результаты, Суканья Верма назвала Дипику лучшей актрисой этого года. В конце года Дипика снялась в исторической драме Санджая Лила Бхансали «Баджирао и Мастани» вместе с Ранвиром Сингхом и Приянкой Чопра. Фильм заработал 3,3 млрд рупий ($51 млн) и стал четвёртым самым кассовым индийским фильмом года.
В 2017 году актриса дебютировала в главной женской роли в голливудском фильме «Три икса: Мировое господство» с Вином Дизилем, также в фильме снимались Руби Роуз, Нина Добрев, Донни Йен, Крис Ву (бывш. участник EXO) и Неймар (эпизод. роль). Фильм заработал свыше 345 млн долларов по всему миру. За свою роль Падукон получила три номинации на премии Teen Choice Awards.
Также Дипика появилась в музыкальном номере заглавной песни в романтическом фильме «Тесная связь», который стал её единственным болливудским фильмом, выпущенным в 2017 году.
В январе 2018 года на экраны вышла историческая драма «Падмавати» Санджая Лила Бхансали, где она сыграла королеву из Раджастхана, ставший для неё третьим опытом работы в паре с Ранвиром Сингхом и первым с Шахидом Капуром. Фильм имел коммерческий успех и актриса получила ещё одну номинацию на лучшую женскую роль на Filmfare.. Выходу фильма предшествовали угрозы в адрес ведущей актрисы и режиссёра, после чего Дипика пообещала больше не сниматься в исторических фильмах.

### Собственная продюсерская компания
В 2018 году Дипика создала собственную продюсерскую компанию под названием «Ka Productions». Первым релизом компании стала драма «Брызги» (2020) Мегны Гулзар, в которой Падуконе сыграла девушку, пережившую кислотную атаку (по мотивам случая с Лакшми Агарвал). Ей было тяжело сниматься в сильную жару с искусственным гримом на лице, и она назвала это самой физически сложной ролью в своей карьере. Критики высоко отметили её актёрскую игру, и она получила ещё одну номинацию на лучшую женскую роль премии Filmfare. Выход ленты сопровождался призывами членов правящей партии Бхаратия джаната бойкотировать проект: актриса присоединилась к осуждению жестокого подавления акции студентов Университета Джавахарлала Неру, протестовавших против внесения поправок в Закон о гражданстве. Активная социальная позиция вызвала всплеск интереса к артистке — за день число твитов с хештегом #BoycottChhapaak превысило 350 тыс. Чхапаак потерпел неудачу с коммерческой точки зрения.
Следующим производственным предприятием Падуконе стала спортивная драма «83» (2021) о победе Индии на чемпионате мира по крикету 1983 года с Ранвиром Сингхом в роли Капила Дева, в которой она также сыграла роль жены Дева, Роми. Фильм несколько раз откладывался, в основном из-за пандемии COVID-19 в Индии. Падуконе была первым выбором режиссёра Кабира Хана, поскольку он считал, что использование реальной пары в качестве экранной будет хорошей маркетинговой стратегией. Рецензии на фильм были положительными, а Давеш Шарма из Filmfare похвалил Падуконе за то, что она добавила гламура своей роли второго плана.
Падуконе сыграла главную роль в драме о неверности Шакуна Батры «Глубина» (2022), которая была выпущена на Amazon Prime Video. Она описала свою роль проблемной женщины, вовлеченной в роман, как самую многослойную в своей карьере. В неоднозначной рецензии на фильм Сиддхант Адлаха из IndieWire высоко оценил «эмоционально сложную» игру Падуконе.
Актриса воссоединилась с Шахрух Ханом в боевике Сиддхарта Ананда «Патхан» (2023), действие которого происходит во вселенной шпионов YRF. В песне из фильма «Besharam Rang» Падуконе была изображена в шафрановом бикини, что вызвало споры после того, как правые группы сочли его непристойным и нежелательным. Центральный совет по сертификации фильмов одобрил выпуск фильма после того, как в последовательность песен были внесены некоторые изменения. Сайбал Чаттерджи писал, что Падуконе «с порывом отыгрывает двойную игру неудержимой роковой женщины и преданного солдата». «Патхан» побил несколько рекордов кассовых сборов, заработав более 130 миллионов долларов, став самым кассовым индийским фильмом Падуконе и вторым по величине кассовым фильмом на хинди.
В 2023 году Падукон снова воссоединится с Ханом для короткой роли (объявленной как особое появление) в боевике Jawan. Она сыграет вместе с Прабхасом в «Проект К», двуязычном научно-фантастическом фильме на телугу и хинди режиссёра Нага Ашвина, а также в другом боевике Ананда под названием «Боец» вместе с Ритиком Рошаном.

## Публичный имидж
В 2018 году Дипика попала в список самых влиятельных людей TIME 100.
26 апреля 2022 года Каннский кинофестиваль объявил в Твиттере, что Падуконе была выбрана одним из 9 членов жюри 75-го фестиваля, который прошёл с 17 по 28 мая.
Падуконе стала первой актрисой в мире, представившей трофей 22-го чемпионата мира по футболу ФИФА, финальная часть которого прошла с 20 ноября по 18 декабря 2022 года в Катаре. Добавив ещё одну изюминку к её глобальным достижениям.
3 марта 2023 года Дипика Падуконе была объявлена одной из ведущих на 95-й церемонии вручения наград премии «Оскар». Дипика третья индианка, выбранная в качестве ведущей на «Оскар».
В мае 2023 года Падуконе появилась на обложке журнала TIME, присоединившись к таким личностям, как Барак Обама , Опра Уинфри и т. д.

### Фонд «The Live Love Laugh Foundation»
В 2015 году Падуконе основала Live Love Laugh Foundation — некоммерческую неправительственную организацию для повышения осведомленности о психическом здоровье в Индии. В 2016 году организация запустила программу «Ты не одинок». Facebook сотрудничает с организацией, чтобы предотвратить прямые трансляции самоубийств.
Одна из причин, по которой Падуконе решил создать этот фонд, заключается в том, что «в Индии 90 процентов людей, страдающих депрессией, не обращаются за помощью». Через год после того, как Падуконе основала фонд Live Love Laugh Foundation, она запустила кампанию под названием «Больше, чем просто грустно», чтобы помочь врачам общей практики правильно лечить пациентов с депрессией или тревогой. Падуконе также является послом бренда неправительственной организации Индийское психиатрическое общество, крупнейшей ассоциации индийских психиатров.
В 2015 году актриса призналась, что боролась с депрессией. В интервью NDTV, Дипика сказала: «Однажды утром я проснулась, просто чувствуя себя опустошенной, я не знала, куда идти, я не знала что делать, и у меня были такие приступы чувства подавленности, что я просто начинала плакать в любой момент».
В 2020 году Дипика была удостоена престижной премии Crystal Award на Всемирном экономическом форуме 2020 года в Швейцарии. Актриса была отмечена за её вклад в распространение информации о психическом здоровье.

### Посол брендов
- Tissot — швейцарский часовой бренд класса люкс, основанный Шарлем-Фелисьеном Тиссо и его сыном Шарлем-Эмилем Тиссо в 1853 году. Падукон открыла множество бутиков и поддержала часы Tissot T Wave, в конечном итоге став «лицом Tissot».
- L’Oréal Paris — французская компания по производству парфюмерии и косметики, которая в марте 2017 года объявила Падуконе их глобальным послом.
- Chopard, известная швейцарская часовая и ювелирная компания, объединила свои усилия с иконой Болливуда Дипикой Падукон в 2021 году. Дипика Падуконе была выбрана послом бренда престижной коллекции Chopard Happy Diamonds, символизирующей элегантность, роскошь и вневременную красоту.

Дипика вошла в историю, став первой индийской знаменитостью, которая стала послом бренда Levi’s в 2021 году и послом бренда Louis Vuitton в 2022 году.
В 2021 году Дипика Падуконе объединила о сотрудничестве с Adidas в качестве посла их бренда, начав важное партнёрство. Имея глобальное присутствие, Дипика представляла бренд, поддерживая известных спортсменов и расширяя права и возможности женщин, стремясь демократизировать и разнообразить мир спорта.
3 октября 2022 года Дом творчества и вечности Cartier представил Дипику Падукон в качестве своего нового посла.
В декабре того же года Дипика Падуконе объявила о сотрудничестве с Pottery Barn — американской сетью высококлассных магазинов товаров для дома. В качестве посла бренда актриса представила изысканную коллекцию Pottery Barn, которая предлагает широкий ассортимент стильной и функциональной мебели, предметов декора и аксессуаров для дома.
В том же году актриса представила свой бренд средств по уходу за собой — 82E (произносится как Eighty-two East). Актриса сказала, что очень рада наконец представить бренд после «двух лет неустанных усилий». «Удовольствие от создания чего-то с нуля поистине непревзойденное», — написала она в Instagram после того, как представила свой новый бренд.
28 февраля 2023 года Падкуконе объявила через свой аккаунт в Instagram, что она была назначена глобальным послом бренда Qatar Airways.

В Qatar Airways мы постоянно стремимся к совершенству. Это сотрудничество объединяет изысканность и изящество, и Дипика прекрасно демонстрирует, как Qatar Airways предлагает своим клиентам отмеченные наградами услуги премиум-класса как в небе, так и на земле. Дипика — очевидный выбор, поскольку она обладает подходящей глобальной привлекательностью и харизмой для нашего бренда. Мы искренне рады видеть Дипику на борту Qatar Airways в качестве посла нашего глобального бренда.— Акбар Аль Бейкер, исполнительный директор Qatar Airways Group

### Политика
В 2020 году Падуконе присутствовала на акции протеста в поддержку студентов, подвергшихся жестокому обращению во время атаки JNU в 2020 году из-за их протестов внесения поправок в Закон о гражданстве. Члены правящей партии Бхаратия Джаната раскритиковали её решение и призвали людей бойкотировать её фильм «Брызги». Многие другие хвалили её за то, что она выступила против подавления инакомыслия, поскольку основные болливудские актёры избегают делать политические заявления, опасаясь негативной реакции и последствий для своего фильма.

### Личная жизнь
Во время съемок фильма «Берегитесь, красавицы» в 2008 году у актрисы начались романтические отношения с Ранбиром Капуром. Она открыто говорила об их отношениях и красовалась татуировкой с его инициалами на своей задней части шеи. По её словам, отношения оказали глубокое влияние на неё, превратив в более уверенного и общительного человека. Индийские СМИ спекулировали на счёт помолвки и сообщали, что это произошло в ноябре 2008 года, хотя Дипика заявила, что у неё нет планов выходить замуж в течение ближайших пяти лет. Пара рассталась в 2010 году. Они остались в хороших отношениях.
Когда первый раз он мне изменил, я думала, что что-то было не так со мной или отношениями, но когда кто-то делает это привычкой, вы понимаете, что проблема состоит в нём. Но я была настолько глупа, что дала ему второй шанс, потому что он умолял, несмотря на то, что все вокруг меня говорили, что он до сих пор мне изменяет. Я предполагаю, что я действительно хотела верить в него. Затем я поймала его с поличным. Мне потребовалось некоторое время, чтобы прийти в себя. Но сделав это, ничто не может заставить меня вернуться.
Ранбир Капур первоначально отрицал обвинения, но согласно The Times of India, позже он признался в измене.
В 2011 году Дипика встречалась с Сиддхартом Маллья. В следующем году появились сообщения об их разрыве, на что она сказала: «просто потому, что мы не видели вместе будущего, это не значит, что мы больше не друзья».
Затем актриса начала встречаться с болливудским актёром Ранвиром Сингхом, с которым познакомилась на съёмках фильма «Рам и Лила» в 2012 году.
Пара поженилась в 2018 году в Италии, проведя одну свадебную церемонию 14 ноября в традициях народа конкани на вилле д’Эсте и вторую — 15 ноября в традициях синдхи в отеле на Вилле Роккабруна. Церемония обручения состоялась за день до свадьбы.

## Фильмография
| Год  |    | Русское название             | Оригинальное название          | Роль                                |
| ---- | -- | ---------------------------- | ------------------------------ | ----------------------------------- |
| 2006 | ф  | Айшвария                     | Aishwarya (канн.)              | Айшвария                            |
| 2007 | ф  | Когда одной жизни мало       | Om Shanti Om                   | Шантиприя / Сандия (Сэнди)          |
| 2008 | ф  | Берегитесь, красавицы        | Bachna Ae Haseeno              | Гаятри                              |
| 2009 | ф  | С Чандни Чоука в Китай       | Chandni Chowk to China         | Сакхи / Миу-Миу                     |
| 2009 | ф  | Парикмахер Биллу             | Billu                          | камео в песне «Love Mera Hit Hit»   |
| 2009 | ф  | Любовь вчера и сегодня       | Love Aaj Kal                   | Мира Пандит                         |
| 2009 | ф  | Мистер и миссис Кханна       | Main Aurr Mrs Khanna           | Райна Кан                           |
| 2010 | ф  | Картик звонит Картику        | Karthik calling Karthik        | Сонали Мукерджи                     |
| 2010 | ф  | Полный дом                   | Housefull                      | Сенди Рао                           |
| 2010 | ф  | Победить или умереть         | Khelein Hum Jee Jaan Sey       | Калпана Датта                       |
| 2010 | ф  | После расставания            | Break Ke Baad                  | Аалия Хан                           |
| 2010 | ф  | Бей и лети                   | Lafangey Parindey              | Пинки Палкар                        |
| 2011 | ф  | Порочный круг                | Dum Maaro Dum                  | камео в песне «Dum Maaro Dum»       |
| 2011 | ф  | Бронирование                 | Aarakshan                      | Пурви Ананд                         |
| 2011 | ф  | Настоящие индийские парни    | Desi Boyz                      | Радхика Авасти                      |
| 2012 | ф  | Коктейль                     | Cocktail                       | Вероника д’Коста                    |
| 2013 | ф  | Гонка 2                      | Race 2                         | Алина                               |
| 2013 | ф  | Говорит и показывает Бомбей  | Bombay Talkies                 | камео в песне «Apna Bombay Talkies» |
| 2013 | ф  | Эта сумасшедшая молодежь     | Yeh Jawaani Hai Deewani        | Нейна Талвар                        |
| 2013 | ф  | Рам и Лила                   | Goliyon Ki Rasleela Ram-Leela  | Лила Санера                         |
| 2013 | ф  | Ченнайский экспресс          | Chennai Express                | Миналочни                           |
| 2014 | мф | Легенда                      | Kochadaiiyaan (там.)           | принцесса Вадхана Деви              |
| 2014 | ф  | В поисках Фэнни              | Finding Fanny                  | Энджи                               |
| 2014 | ф  | Новым годом!                 | Happy New Year                 | Мохини Джоши                        |
| 2015 | ф  | Пику                         | Piku                           | Пику Баннерджи                      |
| 2015 | ф  | Спектакль                    | Tamasha                        | Тара Махешвари                      |
| 2015 | ф  | Баджирао и Мастани           | Bajirao Mastani                | Мастани                             |
| 2017 | ф  | Три икса: Мировое господство | xXx: The Return of Xander Cage | Серена Унгер                        |
| 2017 | ф  | Тесная связь                 | Raabta                         | камео в песне «Raabta»              |
| 2017 | ф  | Падмавати                    | Padmavat                       | Рани Падмавати                      |
| 2018 | ф  | Ноль                         | Zero                           | приглашенная звезда                 |
| 2020 | ф  | Брызги                       | Chhapaak                       | Малти                               |
| 2021 | ф  |                              | 83                             | Роми Бхатия                         |
| 2022 | ф  | Глубина                      | Gehraiyaan                     | Алиша                               |
| 2022 | ф  | Цирк                         | Cirkus                         | Миналочни                           |
| 2024 | ф  | Истребитель                  | Fighter                        | Минал «Минни» Ратор                 |

## Награды и премии

### Кинематографические
- 2008 — Filmfare Awards — Лучший дебют[19] («Когда одной жизни мало»)
- 2008 — International Indian Film Academy Awards — Лучший женский дебют[20] («Когда одной жизни мало»)
- 2008 — Star Screen Awards — Самая многообещающая молодая актриса; Лучшая пара года («Когда одной жизни мало») — с Шахрук Ханом
- 2008 — Zee Cine Awards — Лучший женский дебют («Когда одной жизни мало»)
- 2011 — Zee Cine Awards — Международная женская Икона
- 2012 — BIG Star Entertainment Awards — Лучшая актриса по мнению критиков («Коктейль»)
- 2012 — Screen Awards — Лучшая актриса ~ Popular Choice («Настоящие индийские парни»)
- 2012 — Stardust Awards — Икона Стиля
- 2012 — Times of India Film Awards — Лучшая актриса по мнению критиков («Коктейль»)
- 2013 — BIG Star Entertainment Awards — Самая зрелищная актриса; Лучшая пара года («Ченнайский экспресс») — с Шахрук Ханом[21]
- 2013 — CNN-IBN Indian of the Year Awards — Special Achievement Award[22]
- 2013 — International Indian Film Academy Awards — Лучшая пара года («Эта сумасшедшая молодежь») — с Ранбиром Капуром
- 2014 — Apsara Film & Television Producers Guild Awards — Лучшая актриса («Ченнайский экспресс»)
- 2014 — Bollywood Hungama Surfers' Choice Movie Awards — Лучшая актриса («Ченнайский экспресс»)
- 2014 — Filmfare Awards — Лучшая актриса[23] («Рам и Лила»)
- 2014 — IBNLive Movie Awards — Лучшая актриса («Рам и Лила»)
- 2014 — International Indian Film Academy Awards — Лучшая актриса[24] («Ченнайский экспресс»)
- 2014 — International Indian Film Academy Awards — Entertainer of the Year[24]
- 2014 — NDTV Indian of the Year — Entertainer of the Year
- 2014 — Zee Cine Awards — Dhamakedar Performer
- 2014 — Zee Cine Awards — Лучшая актриса («Ченнайский экспресс»)
- 2014 — Screen Awards — Лучшая актриса ~ Popular Choice («Рам и Лила»)
- 2014 — Screen Awards — Лучшая актриса («Рам и Лила» и «Ченнайский экспресс»)
- 2014 — Screen Awards — Герой года («Гонка 2»; «Эта сумасшедшая молодежь»; «Рам и Лила»; «Ченнайский экспресс»)
- 2015 — International Indian Film Academy Awards — Женщина года[25]
- 2016 — Filmfare Awards — Лучшая актриса[11] («Пику»)

### Другие награды
- 2004 — Marco Ricci Society Young Achiever Awards — Glamour Award
- 2005 — Kingfisher Fashion Awards — Модель года
- 2006 — Zee F Awards — Модель года (Commercial Assignments); Новое Лицо Года
- 2006 — Zee Astitva Awards — Награда за выдающийся вклад в мир моды
- 2007 — Star’s Sabsey Favourite — Sabsey Favourite Nayi Heroine («Когда одной жизни мало»)
- 2007 — HT Café Film Awards — Лучший женский дебют («Когда одной жизни мало»)
- 2008 — Annual Central European Bollywood Awards — Breakthrough Role («Когда одной жизни мало»)
- 2008 — Maxim — Самая горячая девушка года
- 2008 — Cosmopolitan Fun Fearless Awards — Новая актриса года
- 2009 — Star’s Sabsey Favourite — Sabsey Tez Sitara («Берегитесь, красавицы»)
- 2009 — Indian Television Academy-GR8! — Успешная женщина; Самый многообещающий новичок
- 2009 — Lux Comedy Honors — Восходящая актриса
- 2009 — Videocon India Youth Icon Awards — Икона моды года
- 2010 — Marie Claire Fashion Awards — Выбор редактора
- 2010 — Retail Jewellery Association Awards — Jewellery Style Icon
- 2011 — DY Patil Annual Achiever’s Awards — Конферансье года
- 2011 — Times of India’s Most Desirable Woman of 2010 #4
- 2011 — HELLO! Hall of Fame Awards — Самая гламурная женщина года
- 2012 — Cosmopolitan Fun Fearless Awards — Самая стильная женщина
- 2012 — Times of India’s Most Desirable Woman of 2011 #3
- 2012 — Vogue Beauty Of The Year
- 2012 — GQ Awards (India) — Женщина года
- 2012 — Smita Patil Memorial Award — Лучшая актриса («Коктейль»)
- 2013 — Grazia Cover Girl Of The Year Award
- 2013 — Times of India’s Most Desirable Woman of 2012
- 2013 — Nickelodeon Kids Choice Awards — Самая популярная актриса
- 2013 — HELLO! Hall of Fame Awards — Конферансье года
- 2013 — HiFlyers Awards — Любимая актриса
- 2014 — ETC Bollywood Business Awards — Самая кассовая актриса
- 2014 — Hindustan Times Most Stylish Awards — Самая стильная актриса

В 2022 году Дипика Падуконе была названа одной из лауреатов премии TIME100 Impact Awards 2022. Актриса была включена в первый список наград TIME100 Impact Awards за свою работу в борьбе с психическим здоровьем и повышение осведомленности через свой фонд LiveLoveLaugh.